# Marter der zehntausend Christen
Die Marter der zehntausend Christen ist ein Gemälde des Malers Albrecht Dürer (1471–1528). Es entstand im Auftrag des sächsischen Kurfürsten, Friedrich III. (1463–1525) und ist signiert, wie datiert (1508). Aufgrund des schlechten Erhaltungszustandes wurde es im 19. Jahrhundert in einem aufwändigen Verfahren von dem ursprünglichen Holzträger auf Leinwand übertragen. Heute befindet sich das Gemälde einschließlich einer historischen Kopie von Johann Christian Ruprecht (1653) im Kunsthistorischen Museum in Wien.

## Beschreibung
Beim ersten Anblick überrascht das Tafelbild mit scheinbarer Unübersichtlichkeit und Fülle. In freier Natur einer felsigen Waldlandschaft entfaltet sich eine vielgestaltige, figurenreichen Szenerie, ähnlich den im Spätmittelalter aufkommenden Darstellungen des sogenannten „volkreichen Kalvarienbergs“. Anja Grebe beschreibt den ersten Eindruck als den eines Wimmelbildes: Nicht nur das Durcheinander nackter und bekleideter Figuren trage dazu bei. Die bizarren Stellungen spiegelnd, verstärke auch der Landschaftshintergrund diesen Eindruck. Die knorrigen Baumformen und die urwaldähnliche Vegetation seien ungewöhnlich für Dürer, erinnerten jedoch an den Motivschatz jener Künstler, die von der Kunsthistoriographie der sogenannten Donauschule zugeordnet werden.

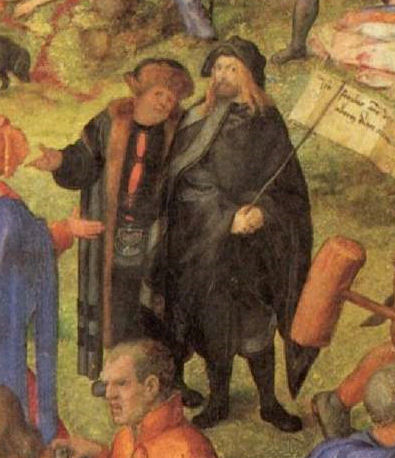
Dürer und Konrad Celtis, Bildausschnitt

Bei näherer Betrachtung kristallisieren sich jedoch einzelne Handlungszentren heraus, deren Protagonisten den Betrachter von vorne nach hinten durch das Bild führen: So reitet ein orientalisch gekleideter Herrscher von rechts vorne auf hohem Ross und mit einem Szepter in der Hand, in das bunte Geschehen hinein. Er trägt einen voluminösen Turban. Hinter ihm ragt eine Standarte in die Höhe. Zweifellos ist er der Befehlshaber. Zu seiner Linken zeigt ein ebenso prächtig gekleideter Orientale in blauem Mantel auf eine Gruppe malträtierter und entblößter toter Körper. Mit blinder Gewalt holt ein Scherge zum Schlag aus, ein anderer zieht den Säbel. Der Kopf eines Knienden, dessen Augen verbunden und dessen Hände auf dem Rücken gefesselt sind, wird bald rollen. Links im Vordergrund hängen weitere Opfer an Kreuzen, einer davon mit Dornenkrone, während zwei Weitere auf die Folter vorbereitet werden. Mit Dornenkrone und Lendenschurz greift Dürer gezielt auf ein motivisches Repertoire zurück, das an Darstellungen der Passion Christi erinnert. Hinter dieser ersten Szene fällt links von der Bildmitte die Rückenfigur eines weiteren, ebenfalls in einen blauen Mantel gekleideten Orientalen ins Auge. Er verhandelt nach links mit einem Bischof und weist zugleich nach rechts. Von dort nimmt ein Zug von Gefesselten ihren Lauf. Mit Peitschenhieben werden sie den Berg hinaufgetrieben, um das sandsteinhelle Felsenmassiv herum, das die gesamte obere Bildhälfte zu dominieren scheint. Nicht auszuschließen bleibt, dass sich hinter diesem Motiv eine Anspielung auf Wittenberg (= weißer Berg) verbirgt. Von der Felsenhöhe stürzt der Zug der Verlorenen am Ende in die Tiefe, teils bremsen Dornen ihren Fall. Es gibt kein Überleben, dafür sorgen weitere Schergen, und ein schwarzer Hund leckt das Blut auf.
Unberührt von der Tragik erscheinen die beiden Figuren im Zentrum des Bildes. Zeitgenössisch dunkel gekleidet, gehören sie einer anderen Zeit an. Wie zwei Visionäre über ein Endzeit-Szenarium disputieren sie über das Geschehen und blicken dabei den Betrachter an, als wollten sie diesen in ihren Dialog einbeziehen. Dass es sich bei der rechten Gestalt um ein Autoporträt des Künstlers handelt, ist schnell zu erkennen, hält er doch einen Stab in der Hand, an der ein unzweideutiger Cartellino befestigt ist: in gotischer Minuskelschrift ist das Gemälde hier signiert, monogrammiert und datiert: Iste faciebat an(n)o domini 1508 albert(us) dürer aleman(us). Seine Begleitung in Pelzschaube und mit Reisetasche hat der Forschung hingegen Rätsel aufgegeben. Joachim von Sandrart schlug Willibald Pirckheimer vor. Albert Gümbel identifizierte die Gestalt mit Degenhart Pfäffinger. Mit guten Gründen haben Wilhelm Waetzoldt, Erwin Panofsky und Friderike Klauner schließlich in ihr den Erzhumanisten Konrad Celtis (1459–1508) erkannt, den ersten Dichter, der nördlich der Alpen mit dem Lorbeerkranz als poeta laureatus ausgezeichnet wurde. Albrecht Dürer und Konrad Celtis kannten einander gut. Sie zählen zu jenem Personenkreis, auf den Maximilian I. setzte, um seine Auffassung von Herrschaft medial zu inszenieren und ein neues politisches Bewusstsein für das Heilige Römische Reich zu schaffen. Dem Auftraggeber, Friedrich dem Weisen, war es ein großes Anliegen, Anerkennung im Mächtespiel dieses Reiches zu gewinnen.

## Auftrag und Funktion

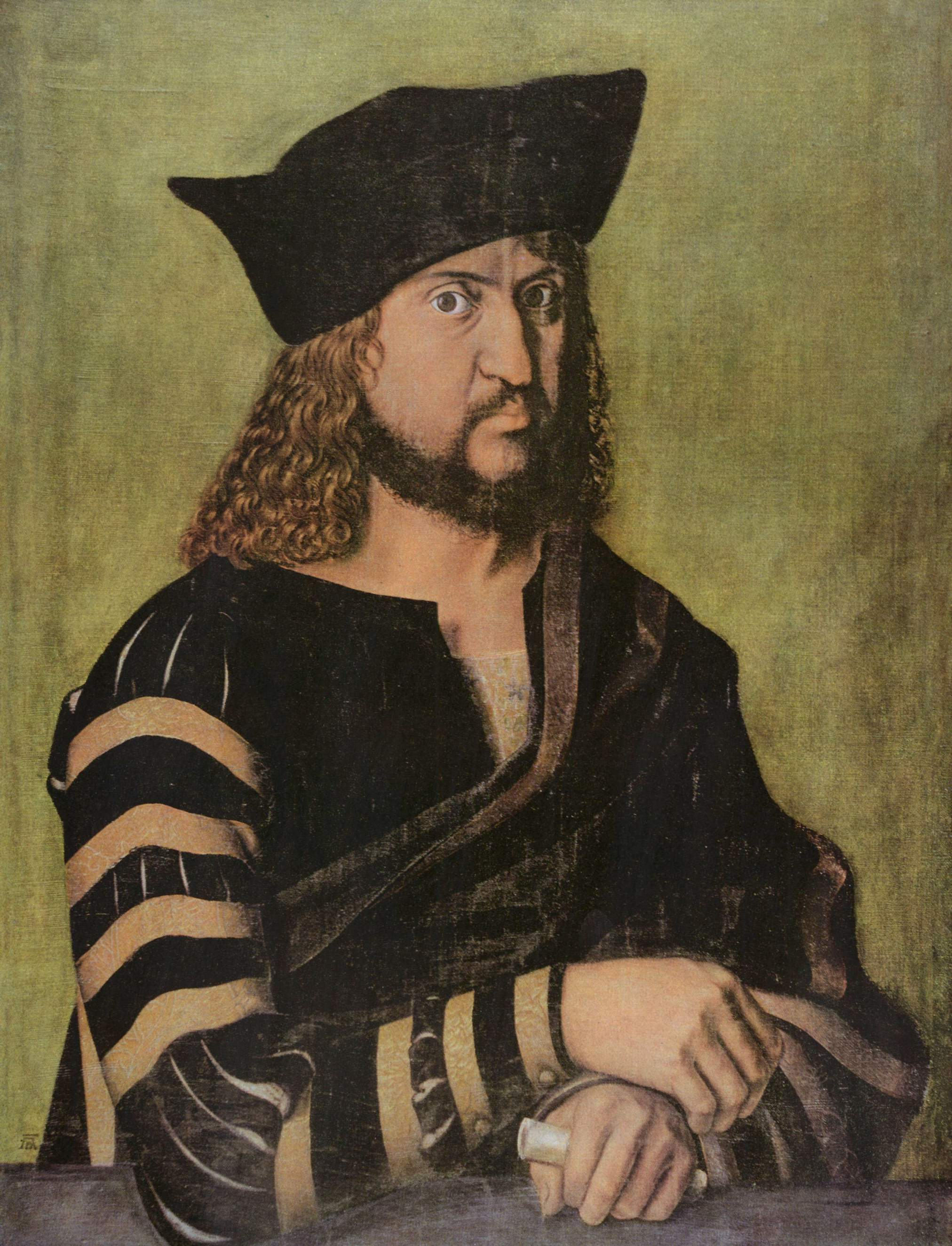
Brustbildnis des Auftraggebers Friedrich III. von Sachsen (1496) von Albrecht Dürer, 76 × 57 cm, Tempera auf Leinwand, Berlin, Gemäldesammlung

Beeindruckt von dem Bildnis, das Albrecht Dürer 1496 von ihm ausgeführt hatte, erteilte der sächsische Kurfürst dem Künstler den Auftrag zu weiteren Werken. Einige darunter, wie „die Marter der zehntausend Christen“, dienten zur Ausstattung der neuerrichteten Schlosskirche in Wittenberg. Sie war Ort seiner umfangreichen Reliquiensammlung und trug das Patrozinium Allerheiligen. Dieser Kontext schwingt in dem Gemälde mit, denn – so Anja Grebe – hier wurden Reliquien jener Märtyrer aufbewahrt, auf die sich die Darstellung bezieht. Heike Schlie zieht daraus Folgerungen für die Funktion des Gemäldes: „Die Marter der Zehntausend ruft als bildliches Zeugnis alle Märtyrerreliquien der Sammlung auf. Oder anders formuliert: Das bildliche Zeugnis steht als stellvertretende Repräsentation für die Zeugenschaft der in der Reliquiensammlung vertretenen Märtyrer, d.h. eine Zeugenschaft, die in der Heiltumsweisung aktualisiert wird.“ Um die enzyklopädische Gewissenhaftigkeit zu verstehen, mit der Albrecht Dürer einzelne Martyrien „porträtiert“, ist zu berücksichtigen, dass die Schlosskirche ab 1502 auch als Universitätskirche der neu gegründeten Leucorea diente. Hier fanden akademische Festakte, wie Sponsionen statt. Mit einem gebildeten Publikum war zu rechnen. Konrad Celtis war in diesen Kreisen kein Unbekannter. Friedrich der Weise zählte zu seinen frühen Förderern und hatte 1487 seine Promotion zum "poeta laureatus" nachhaltig unterstützt.
Den Auftrag für das Gemälde hatte Albrecht Dürer kurz nach seiner Rückkehr aus Italien bereits 1507 erhalten. Sein angegriffener Gesundheitszustand, seine sorgfältige Arbeitsweise und eine dichte Auftragslage führten jedoch dazu, dass er sein Werk erst 1508 abschließen konnte. 1507 war zugleich auch das Jahr, in dem sein Freund, Konrad Celtis seinen nahenden Tod (Syphilis) erkannte und eine ungewöhnliche Entscheidung traf: Er versandte im Herbst des Jahres sein Sterbebild an seinen Bekanntenkreis, beispielsweise an Hartmann Schedel. Christoph Stöcker schreibt dem Gemälde deshalb auch Memorialfunktionen zu. Es sollte Erinnerungen an Konrad Celtis stiften.

## Provenienz und Rezeption
Nach dem Tode Friedrichs des Weisen schenkte sein Neffe das Gemälde 1549 dem kunstsinnigen kaiserlichen Rat Antoine Perrenot de Granvelle. Von dessen Erben erwarb es Kaiser Rudolf II. um ca. 1600. Kurze Zeit später hat es Karel van Mander in Augenschein genommen und in seiner 1604 publizierten Sammlung von Künstlerbiographien als „... ein über die Maßen schönes und ansprechend gemaltes Bild“ berücksichtigt. Auch Joachim von Sandrart wiederholte 1675 das positive Urteil „... über die massen schön und vollständig.“ Komplexität und Seltenheit des Themas, so wie die Drastik der Darstellungsweise erschwerten späteren Autoren jedoch den Zugang. So bedauerte der einem formalistischen Ansatz folgende Kunsthistoriker Heinrich Wölfflin 1905, „daß er [Dürer] einen solchen Stoff habe behandeln müssen. Ich fürchte mit Unrecht. Er hat lange und mit Hingebung an dem Bilde gearbeitet und fand es gut... Dürer nahm den Stoff rein von artistischer Seite: Nacktes, Bewegung, Verkürzung, Reichtum ohne Unklarheit, Bewältigung des großen Raumes mit sicherer Handhabung der perspektivischen Verkleinerung.“

## Thema und Deutungen
Thema des Gemäldes ist der Märtyrertod von Soldaten, die nach der Legende von den Zehntausend Märtyrern um das Jahr 120 gefoltert und hingerichtet wurden. Vermutlich im 12. Jahrhundert entstanden und nach dem Vorbild des Martyriums der Thebaischen Legion geformt, schildert die Erzählung den Kampf des Fürsten Achatius von Armenien am Berg Ararat. Sie adressierte in erster Linie das Kreuzrittertum und kann als Appell an dessen Glaubensstärke gelesen werden. Überliefert hat sie sich in verschiedenen, zum Teil stark variierenden Fassungen - beispielsweise in den Sammlungen der Legenda Aurea oder in den Acta Sanctorum.
Der Hauptstrang der komplexen Erzählung lässt sich folgendermaßen skizzieren: Der Protagonist, Achatius, kämpft in Kleinasien für die römischen Kaiser Hadrian (76–138 n. Chr.) und Antoninus Pius (86–161 n. Chr.). Nach einer Lichterscheinung bekehrt sich der heidnische Heeresanführer mit seinem Gefolge von 9000 Kriegern zum Christentum. Im weiteren Verlauf gelingt ihm der Sieg über den übermächtigen Feind. Als Hadrian vom Massenübertritt zum Christentum erfährt, verbündet er sich mit Barbarenfürsten. Er kann die Armee des Achatius gefangen nehmen, doch die Ausübung physischer Gewalt bewirkt das Gegenteil: Beeindruckt von der Tatsache, dass die neuen Christen ihre Religion trotz Marter nicht verleugnen, lassen sich vielmehr 1.000 Gefolgsleute des Kaisers ebenfalls taufen. Gemeinsam mit den Soldaten des Achatius werden sie schließlich vom Berg Arafat in Dornen gestürzt, gekreuzigt oder gepfählt.
Aufgrund der hohen Personenzahl mag die künstlerische Verarbeitung der Legende von Beginn an eine große Herausforderung dargestellt haben. Zwar erlangte das Sujet bereits im 13. Jh. Bildwürdigkeit, doch bleiben Werke mit dieser Ikonographie bis zur frühen Neuzeit eher eine Seltenheit. Erst mit den Glaubenskriegen des beginnenden 16. Jh.s gewinnt das Thema im deutschsprachigen Raum, wie in Norditalien an Konjunktur.

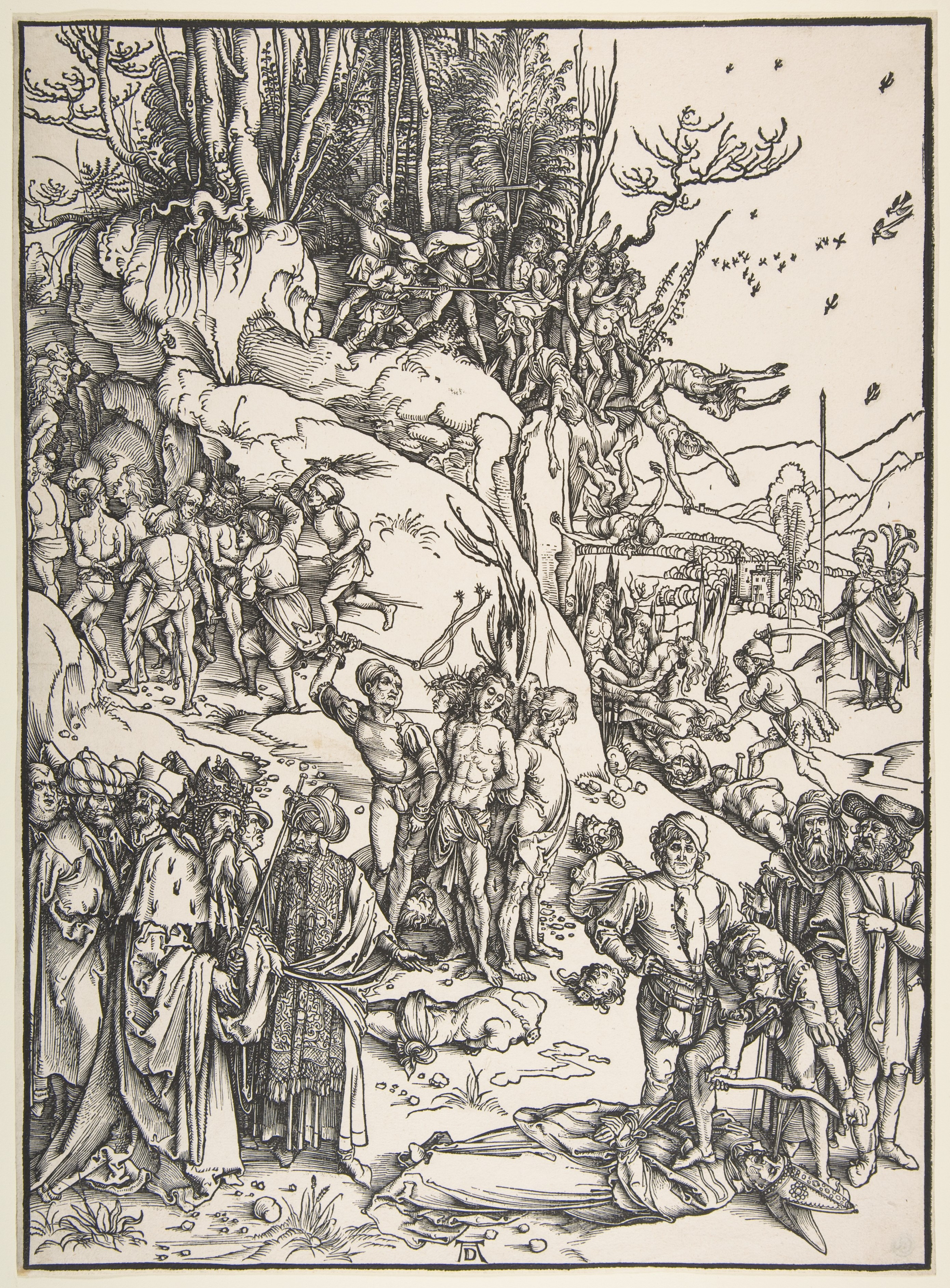
Albrecht Dürer, Die Marter der Zehntausend, Holzdruck, 1496/97, Blatt: 39,3 × 28,7 cm, Bild: 39,1 × 28,4 cm, Metropolitan Museum of Art

Bisher lässt sich nicht ausmachen, auf welche literarischen Vorlagen Albrecht Dürer zurückgegriffen hat. Nach Christoph Stöcker könnte der Künstler auch im Gottesdienst von der Legende gehört haben. Ein Transfer über liturgische Textsammlungen sei nicht auszuschließen. Die Frage, wie die überlieferte Erzählung in dem Gemälde im Einzelnen nachzuvollziehen ist, lässt sich daher nicht einfach beantworten. Heike Schlie betont sogar, der Künstler folge weder dem Narrativ spätmittelalterlicher Überlieferungen, noch früheren bildlichen Fassungen der Legenden, sondern bilde eine eigene Logik und Struktur aus. Birgit Ulrike Münch identifiziert dagegen den zu Pferde von rechts hereinreitenden Herrscher als römischen Kaiser, den Befehlshaber in blauem Mantel neben ihm als unterstützenden Barbarenfürsten Sapor und den Bischof im Mittelgrund - wie vor ihr auch Christoph Stöcker - als Hermelaos. In welcher Figur Albrecht Dürer den Protagonisten Achatius dargestellt haben könnte, bleibt jedoch unklar. Münch plädiert für den Knienden mit den verbundenen Augen im Vordergrund. Wie die Autorin darüber hinaus zeigen kann, hat Albrecht Dürer die Szene mehrfach dargestellt: Erstmals um 1496/97 in einem Holzschnitt, des Weiteren in einer Entwurfszeichnung zu dem vorliegenden Gemälde, die nur noch in Kopie vorliegt und schließlich in diesem selbst.
Welche Aktualität das Thema zum Zeitpunkt seiner Entstehung gehabt haben mag, wird ebenfalls kontroversiell diskutiert. Mit Blick auf den Ehrgeiz des sächsischen Kurfürsten, der sich mit seiner Kunstsammlung zu profilieren suchte, betont Anja Grebe Vielfalt, Virtuosität und Einfallsreichtum der Figurenfindungen: "Aus seinem ganzen Mustervorrat schöpfend, habe er [Albrecht Dürer] in keinem anderen Werk eine so große Zahl an verschiedenen Körperstellungen dargestellt." Dabei greift der Künstler auf manche Motive zurück, die er sich - so Birgit Ulrike Münch - eben erst während seines Venedig-Aufenthaltes angeeignet hatte. Christoph Stöcker schreibt dem Bild hingegen einen tieferen theologischen Gehalt zu und interpretiert jenes als "Aufforderung an die gläubigen Betrachter, das Christentum im Kampf gegen die akute Gefahr vordrängender Osmanen zu verteidigen". Als Argument für diese Deutung lässt sich auch eine Beobachtung Heike Schlies ins Feld ziehen: Während der römische Kaiser auf dem Holzschnitt noch mit der üblichen Chiffre einer Kaiserkrone gekennzeichnet wird, setzt ihm Albrecht Dürer auf dem Gemälde einen gigantischen Turban auf, eine Kopfbedeckung, die als osmanisch galt und den dargestellten Kaiser in diesem Zusammenhang als negative Gestalt bezeichnet.
Für eine Reihe von Autoren, wie Wilhelm Waetzoldt, Peter Skrine, Friderike Klauner, Brigitte Roux, Birgit Ulrike Münch und Heike Schlie, eröffnet sich in dem Gemälde eine weitere Deutungsebene: In der Art und Weise, wie das Doppelporträt der beiden Freunde Albrecht Dürer und Konrad Celtis an einer kompositorischen Schlüsselstelle in die Darstellung eingefügt worden ist, sehen sie eine Allusion auf Dantes Divina Commedia. Heike Schlie vermutet sogar, Dürer habe auf seiner rezenten Italienreise die Entwürfe Sandro Botticellis zur Florentiner Dante-Ausgabe (1481) mit eigenen Augen gesehen. Entsprechend dieser Autorenmeinung personifizieren Dürer und Celtis eine Art "alter ego" zu Vergil und Dante auf der Höllenfahrt: "... Konrad Celtis, der am 4. Februar 1508 verstorbene Freund, Humanist, Historiograph und nicht zuletzt Dichter (poeta laureatus)", sei Dürers Führer durch die Landschaft der Martern.", formuliert Heike Schlie. Das Gemälde in der Universitätskirche Wittenberg als wichtigem Ort eines aufstrebenden Zentrums des Humanismus, wird so zum Schauplatz des Anspruchs, in die Nachfolge der römischen, bzw. früheren italienischen Kultur zu treten. Bezieht man die Humanismus - Forschungen des Germanisten Jörg Robert mit ein, so markiert das so gedeutete Gemälde Albrecht Dürers einen entscheidenden Übergangsprozess politischer Bewusstseinsbildung zu Beginn der Frühen Neuzeit: Während sich die Verbandsstrukturen des mittelalterlich-universalen Europas aufzulösen begannen, formierten sich einzelne nationale Identitäten und suchten in Analogie zur Frühgeschichte Italiens nach eigenen Narrativen. Als wichtigsten "Impresario der Semantisierung einer vaterländischen Geschichte" bezeichnet der Germanist dabei Konrad Celtis, verfolgte dieser doch - in Analogie zur Germania des Tacitus - seit 1491 den Plan einer "Germania illustrata". Vor diesem Hintergrund gewinnt auch der Cartellino auf dem Gemälde eine neue Bedeutung. Denn Albrecht Dürer bezeichnet sich hier erstmalig als "aleman(us)".